# Mount Shasta (Kalifornia)
Mount Shasta – miasto w Stanach Zjednoczonych, w stanie Kalifornia, w hrabstwie Siskiyou.